# IX edició de la Mostra de València
La IX edició de la Mostra de València, coneguda oficialment com a IX Mostra de València - Cinema del Mediterrani, va tenir lloc entre el 7 i el 16 d'octubre de 1988 a València sota la direcció de José Luis Forteza. A les 3 sales del Cine Albatros, dues sales del Palau de la Música de València i dues a la plaça de l'Ajuntament (Sala Rialto i Sala Juan Piqueras) es van projectar un total de 140 pel·lícules: 16 a la secció oficial, 12 a la secció informativa, 8 a la secció especial, 13 a la retrospectiva dedicada a Omero Antonutti, 14 del Panorama Europeu, 22 en homenatge a Claude Chabrol, qui va visitar la Mostra, 9 en homenatge a Teo Escamilla, 7 especial "Cuentos para todos" del Canadà, 10 de la secció infantil, 19 de la Quinzena de Realitzadors i 10 homenatge "Valencianos en el cine" (11 actors). El cartell d'aquesta edició seria fet per José Morea i la mostra va tenir un pressupost de 41 milions de pessetes. La gala d'obertura fou presentada per Lidia Arenós i Andrés Aberasturi, es va homenatjar a l'actor Omero Antonutti i es va projectar Soldadito español d'Antonio Giménez Rico.
En la clausura el 16 d'octubre de 1988 es va atorgar el premi al "cineasta de l'any a Pedro Almodóvar i es va projectar Topio stin omichli de Theo Angelópulos.

## Pel·lícules exhibides

### Secció oficial
- El kalaa de Mohamed Chouikh [5]
- Ahlam Hind we Kamilia de Mohamed Khan
- Sariqat Sayfiyya de Yousry Nasrallah
- Un negre amb un saxo de Francesc Bellmunt [6]
- Miss Caribe de Fernando Colomo
- La Vie est un long fleuve tranquille d'Étienne Chatiliez
- Saxo d'Ariel Zeitoun [7]
- Apousies de Giorgos Katakouzinos
- Yaldei Stalin de Nadav Levitan
- L'appassionata de Gianfranco Mingozzi
- Angela come te d'Anna Brasi
- Čavka de Miloš Radivojević
- Haloa - praznik kurvi de Lordan Zafranović
- Bab Al-Sama Maftuh de Farida Benlyazid
- Nudjum al-nahar d'Ossama Mohammed
- Av Zamanı d'Erden Kıral

### Secció informativa
- Nous irons sur la montagne d'Abdelaziz Benmahdjoub
- Nahr Al-Khawf de Mohamed Abou-Seif
- Le Crime d'Antoine de Marc Rivière
- On l'appelait... le Roi Laid de Claude Weisz
- La Queue de la comète d'Hervé Lièvre
- Miss Mona de Mehdi Charef
- Blanc de Chine de Denys Granier-Deferre
- Camomille de Mehdi Charef
- Tabataba de Raymond Rajaonarivelo
- I gynaika pou evlepe ta oneira de Nikos Panayotópulos
- Sti skia tou fovou de Giorgos Karypidis
- Arhangelos tou pathous de Nikos Vergitsis
- Drama da camera de Francesco Brancato
- Aurelia de Giorgio Molteni
- Giallo alla regola de Stefano Roncoroni
- Na putu za Katangu de Živojin Pavlović
- Oktoberfest de Dragan Kresoja
- Qaftan al-Hubb de Moumen Smihi
- Obsessão de Rui Goulart
- Her şeye Rağmen d'Orhan Oğuz
- Yer Demir Gök Bakır de Zülfü Livaneli

### Secció especial
- Soldadito español d'Antonio Giménez Rico
- Avril brisé de Liria Bégéja
- Jacques Brel de Frédéric Rossif
- Nous aimons tant le cinéma de Claude Weisz
- Topio stin omichli de Theo Angelópulos
- L'home de les ulleres d'or de Giuliano Montaldo
- Lunga vita alla signora! d'Ermanno Olmi
- Slučaj Harms de Slobodan Pešić

## Jurat
Fou nomenada presidenta del jurat l'actriu espanyola Amparo Soler Leal i la resta de membres foren el director català Josep Maria Forn, el director de fotografia grec Alexis Grivas, l'actriu francesa Myriam Mézières, el director egipci Raafat El Mihi, el iugoslau Đorđe Milojević, el crític i periodista italià Morando Morandini i el director tunisià Ridha Béhi.

## Premis
- Palmera d'Or (1.000.000 pessetes): Nudjum al-nahar d'Ossama Mohammed [8]
- Palmera de Plata (600.000 pessetes): El kalaa de Mohamed Chouikh
- Palmera de Bronze (400.000 pessetes): 
  - Čavka de Miloš Radivojević 
  - Ahlam Hind we Kamilia de Mohamed Khan
- Premi Pierre Kast al millor guió: Yousry Nasrallah per Sariqat Sayfiyya
- Premi FIPRESCI: La Vie est un long fleuve tranquille d'Étienne Chatiliez
- Premi del Públic: Un negre amb un saxo de Francesc Bellmunt
- Menció a la millor música: Saxo d'Ariel Zeitoun
- Menció a la millor fotografia: Tassos Alexakis per Apousies de Giorgos Katakouzinos
- Menció a la millor interpretació femenina: Piera Degli Esposti per L'appassionata de Gianfranco Mingozzi
- Menció a l'opera prima: Anna Brasi per Angela come te